# Celebration (小泉今日子のアルバム)
『Celebration』（セレブレイション）は、小泉今日子の初のベスト・アルバム。1984年12月5日にビクター音楽産業から発売された。規格品番は、LP：SJX-30249、CT：VCH-10270、CD：SJX-30249。

## 概要
本作以前に、カセットテープ限定販売「SUPER BEST THANK YOU KYOKO」とCD限定販売『Absolute Best For CD』がリリースされているが、本作はLP・CD・カセットの3種が初めて同時発売された作品である。LPの初回盤、プロモ盤はクリアレッドのカラーレコード仕様になっている。
内容は小泉名義のシングル10曲、あんみつ姫名義のシングルが1曲、本作用録音楽曲1曲、計12曲で構成される。1曲目に収録されているアルバムタイトル曲の「Celebration」を除き、1982年3月のデビュー曲「私の16才」から84年9月の「ヤマトナデシコ七変化」まで（あんみつ姫名義を含め）発売順に収録されている。ちなみに「Celebration」はラッツ&スターがプロデュースした楽曲であり、田代マサシが作詞、鈴木雅之が作曲・編曲、他のメンバーはコーラスを担当している。
オリコンチャートで週間4位を記録し、40万枚近いセールスを記録。年間17位を獲得した。

## 収録曲

### LP／CT
| #         | タイトル                 | 作詞       | 作曲         | 編曲       | 時間  |
| --------- | ------------------------ | ---------- | ------------ | ---------- | ----- |
| 1.        | 「Celebration」          | 田代マサシ | 鈴木雅之     | 鈴木雅之   | 2:32  |
| 2.        | 「私の16才」             | 真樹のり子 | たきのえいじ | 神保正明   | 3:47  |
| 3.        | 「素敵なラブリーボーイ」 | 千家和也   | 穂口雄右     | 矢野立美   | 2:52  |
| 4.        | 「ひとり街角」           | 三浦徳子   | 馬飼野康二   | 竜崎孝路   | 3:10  |
| 5.        | 「春風の誘惑」           | 篠原仁志   | 緑一二三     | 萩田光雄   | 3:01  |
| 6.        | 「まっ赤な女の子」       | 康珍化     | 筒美京平     | 佐久間正英 | 3:27  |
| 7.        | 「半分少女」             | 橋本淳     | 筒美京平     | 川村栄二   | 3:56  |
| 合計時間: | 合計時間:                | 合計時間:  | 合計時間:    | 合計時間:  | 22:45 |

| #         | タイトル                               | 作詞      | 作曲       | 編曲       | 時間  |
| --------- | -------------------------------------- | --------- | ---------- | ---------- | ----- |
| 1.        | 「艶姿ナミダ娘」                       | 康珍化    | 馬飼野康二 | 馬飼野康二 | 4:17  |
| 2.        | 「クライマックス御一緒に」(あんみつ姫) | 森雪之丞  | 井上大輔   | 井上大輔   | 3:23  |
| 3.        | 「渚のはいから人魚」                   | 康珍化    | 馬飼野康二 | 馬飼野康二 | 4:10  |
| 4.        | 「迷宮のアンドローラ」                 | 松本隆    | 筒美京平   | 船山基紀   | 3:27  |
| 5.        | 「ヤマトナデシコ七変化」               | 康珍化    | 筒美京平   | 若草恵     | 3:16  |
| 合計時間: | 合計時間:                              | 合計時間: | 合計時間:  | 合計時間:  | 18:33 |

### CD
| #         | タイトル                               | 作詞       | 作曲         | 編曲       | 時間  |
| --------- | -------------------------------------- | ---------- | ------------ | ---------- | ----- |
| 1.        | 「Celebration」                        | 田代マサシ | 鈴木雅之     | 鈴木雅之   | 2:32  |
| 2.        | 「私の16才」                           | 真樹のり子 | たきのえいじ | 神保正明   | 3:47  |
| 3.        | 「素敵なラブリーボーイ」               | 千家和也   | 穂口雄右     | 矢野立美   | 2:52  |
| 4.        | 「ひとり街角」                         | 三浦徳子   | 馬飼野康二   | 竜崎孝路   | 3:10  |
| 5.        | 「春風の誘惑」                         | 篠原仁志   | 緑一二三     | 萩田光雄   | 3:01  |
| 6.        | 「まっ赤な女の子」                     | 康珍化     | 筒美京平     | 佐久間正英 | 3:27  |
| 7.        | 「半分少女」                           | 橋本淳     | 筒美京平     | 川村栄二   | 3:56  |
| 8.        | 「艶姿ナミダ娘」                       | 康珍化     | 馬飼野康二   | 馬飼野康二 | 4:17  |
| 9.        | 「クライマックス御一緒に」(あんみつ姫) | 森雪之丞   | 井上大輔     | 井上大輔   | 3:23  |
| 10.       | 「渚のはいから人魚」                   | 康珍化     | 馬飼野康二   | 馬飼野康二 | 4:10  |
| 11.       | 「迷宮のアンドローラ」                 | 松本隆     | 筒美京平     | 船山基紀   | 3:27  |
| 12.       | 「ヤマトナデシコ七変化」               | 康珍化     | 筒美京平     | 若草恵     | 3:16  |
| 合計時間: | 合計時間:                              | 合計時間:  | 合計時間:    | 合計時間:  | 41:18 |

### 曲解説
1. Celebration
アルバムのタイトル曲であり、唯一のオリジナル曲。
2. 私の16才
1stシングルA面曲。原曲は1979年に森まどかがリリースした「ねぇ・ねぇ・ねぇ」。
3. 素敵なラブリーボーイ
2ndシングルA面曲。原曲は1975年に林寛子がリリースした同名曲。
4. ひとり街角
3rdシングルA面曲。
5. 春風の誘惑
4thシングルA面曲。
6. まっ赤な女の子
5thシングルA面曲。
7. 半分少女
6thシングルA面曲。
8. 艶姿ナミダ娘
7thシングルA面曲。
9. クライマックス御一緒に
あんみつ姫名義。8thシングルA面曲。
10. 渚のはいから人魚
9thシングルA面曲。
11. 迷宮のアンドローラ
10thシングルA面曲。
12. ヤマトナデシコ七変化
11thシングルA面曲。